# Drone (film)
Pour les articles homonymes, voir Drone.
Pour plus de détails, voir Fiche technique et Distribution.
Drone est un thriller canadien coécrit et réalisé par Jason Bourque, sorti en 2017.

## Synopsis
Un pilote de drone de haut niveau, Neil Wistin, partage sa vie entre ses missions secrètes pour la CIA et sa vie de famille compliquée en raison de son fils distant. Mais une fuite sur un site web de dénonciation le fait passer pour la cible d'un étrange homme d'affaires pakistanais, Imir Shaw, convaincu qu'il est responsable de la mort de sa femme et de son enfant. Alors que Shaw cherche à se venger, Wistin est confronté aux conséquences fatales de son métier.

## Fiche technique
- Titre original et français : Drone
- Réalisation : Jason Bourque
- Scénario : Paul A. Birkett et Jason Bourque
- Photographie : Graham Talbot et Nelson Talbot
- Montage : Asim Nuraney
- Musique : Michael Neilson
- Production : Sefton Fincham et Ken Frith
- Sociétés de production : Look to the Sky Films, Gold Star Productions, Daylight Media et Pacific Northwest Pictures
- Société de distribution : Screen Media Films
- Pays d'origine :  Canada
- Langue originale : anglais
- Format : couleur
- Genre : thriller
- Durée : 111 minutes
- Dates de sortie : 
  - États-Unis, Canada : 26 mai 2017
  - France : 22 août 2018 (sorti directement en DVD)

## Distribution
Note : Pour la sortie du film en DVD et VOD, le doublage québécois a été conservé pour l'exploitation française.
- Sean Bean (VF et VQ : Benoît Rousseau) : Neil Wistin
- Patrick Sabongui (VF et VQ : François-Simon Poirier) : Imir Shaw
- Mary McCormack (VF et VQ : Catherine Proulx-Lemay) : Ellen Wistin
- Maxwell Haynes (VF et VQ : Louis-Philippe Berthiaume) : Shane Wistin
- Joel David Moore (VF et VQ : Claude Gagnon) : Gary
- Sharon Taylor : agent Jenkins
- Viv Leacock : agent Barker
- Bradley Stryker : Ted Little
- Kirby Morrow : Dave Wistin
- John Emmet Tracy : Daniel Winters

Version française : 
- Société de doublage : Les Vilains Garçons
- Direction artistique : Johanne Léveillé
- Adaptation des dialogues : Nino Verechia

 Source et légende : version française (VF) sur le carton du doublage français.